# Scheys Rezai
Scheys Rezai (* 21. März 1984 in Hamidabad, Mazandaran; engl. Shic Resaei Khonakdar) ist ein iranischer ehemaliger Fußballspieler.
Scheys Rezai ist ein groß gewachsener Defensivspezialist mit guter Ballbehandlung, der sowohl in der Innenverteidigung als auch auf der rechten Verteidigerposition sowie im defensiven Mittelfeld eingesetzt werden kann. Er ist schnell, dribbelstark und torgefährlich.

## Karriere
Seine Profikarriere begann in der Spielzeit 2003/2004 bei Saipa Teheran. Danach wechselte er zu Persepolis Teheran, bei denen er vier Saisons unter Vertrag stand. Er wurde in der abgelaufenen Spielzeit 2007/2008 mit Persepolis Teheran iranischer Meister, auch wenn er in der zweiten Saisonhälfte wegen persönlicher Differenzen mit dem damaligen Trainer und der Vereinsführung kaum noch zum Einsatz kam.
Da sein Vertrag im Sommer 2008 bei Persepolis endete, strebt Scheys Resai einen Wechsel ins Ausland an. Im Juli 2008 befand er sich kurz im Probetraining beim VfB Stuttgart. Nach nur wenigen Tagen verließ er jedoch wieder das Trainingslager des VfB.
Scheys Rezai wurde erstmals am 4. Oktober 2006 in das Aufgebot der iranischen Nationalmannschaft im Länderspiel gegen die Auswahl Iraks berufen und eingesetzt. Er erzielte einen Treffer und feierte somit einen gelungenen Einstand im Dress der Team Melli. Er bestritt bisher sechs Länderspiele für den Iran, in denen er einen Treffer erzielte (Stand: 30. Juni 2008).
Rezai spielt nun in Karlsruhe beim KSC vor, für die er am 12. Juli 2008 beim Testspiel gegen den Kreisligisten SV Büchenbronn über die gesamte Spieldauer zum Einsatz kam.

## Erfolge, Ehrungen und Auszeichnungen

### Vereinstitel
- 2005/2006 Persepolis Teheran – Pokalfinalist
- 2007/2008 Persepolis Teheran – Iranischer Meister

### Iranische Fußballnationalmannschaft
- 2007 Westasienmeisterschaft in Jordanien – Westasienmeister